# Misericors et Miserator
 (mai 2023).
La mise en forme du texte ne suit pas les recommandations de Wikipédia : il faut le « wikifier ».
Les points d'amélioration suivants sont les cas les plus fréquents :
- Les titres sont pré-formatés par le logiciel. Ils ne sont ni en capitales, ni en gras.
- Le texte ne doit pas être écrit en capitales (les noms de famille non plus), ni en gras, ni en italique, ni en « petit »…
- Le gras n'est utilisé que pour surligner le titre de l'article dans l'introduction, une seule fois.
- L'italique est rarement utilisé : mots en langue étrangère, titres d'œuvres, noms de bateaux, etc.
- Les citations ne sont pas en italique mais en corps de texte normal. Elles sont entourées par des guillemets français : « et ».
- Les listes à puces sont à éviter, des paragraphes rédigés étant largement préférés. Les tableaux sont à réserver à la présentation de données structurées (résultats, etc.).
- Les appels de note de bas de page (petits chiffres en exposant, introduits par l'outil «  Source ») sont à placer entre la fin de phrase et le point final[comme ça].
- Les liens internes (vers d'autres articles de Wikipédia) sont à choisir avec parcimonie. Créez des liens vers des articles approfondissant le sujet. Les termes génériques sans rapport avec le sujet sont à éviter, ainsi que les répétitions de liens vers un même terme.
- Les liens externes sont à placer uniquement dans une section « Liens externes », à la fin de l'article. Ces liens sont à choisir avec parcimonie suivant les règles définies. Si un lien sert de source à l'article, son insertion dans le texte est à faire par les notes de bas de page.
- La présentation des références doit suivre les conventions bibliographiques. Il est recommandé d'utiliser les modèles {{Ouvrage}}, {{Chapitre}}, {{Article}}, {{Lien web}} et/ou {{Bibliographie}}. Le mode d'édition visuel peut mettre en forme automatiquement les références.
- Insérer une infobox (cadre d'informations à droite) n'est pas obligatoire pour parachever la mise en page.

Pour une aide détaillée, merci de consulter Aide:Wikification.
Si vous pensez que ces points ont été résolus, vous pouvez retirer ce bandeau et améliorer la mise en forme d'un autre article.
Misericors et Miserator (en français : Miséricordieux et Compatissant) est une bulle d’indiction redonnant un élan nouveau à l’inquisition menée par le Pape contre les cathares d’Italie du Nord. Cet acte officiel écrit en latin (comme toute bulle pontificale) a été promulgué le 8 juin 1251. Sa mise en œuvre est permise par le décès de l’empereur du Saint Empire Romain Germanique Frédéric II qui la bloquait dans le cadre de tensions avec le pape. Innocent IV par sa bulle (qui est ici une lettre officielle du pape) missionne Pierre de Véronne et Vivien de Bergame contre l’hérésie de Crémone.
Patrick Gilli et Julien Théry ont réalisé une traduction de la bulle dans leur livre Le gouvernement pontifical et l’Italie des villes au temps de la théocratie, fin XIIe – mi XIVe siècle.

## Contexte

Frédéric II (1194-1250)Innocent IV (1195-1254)
Situation de la Lombardie entre le Saint Empire Romain Germanique et les Etats du Pape au XIIIe siècle.

Le XIIIe siècle est marqué par les premières répressions armées contre les hérésies chrétiennes d’Europe. Depuis Grégoire IX, les évêques de Rome sont en mauvais termes avec Frédéric II (Empereur du St Empire). Il fut notamment excommunié en 1227 par Grégoire IX pour son manque d’entrain à entreprendre la 6e croisade. Il est à nouveau excommunié 1239, renforçant les tensions déjà existantes entre les souverains pontifes successifs et Frédéric II.
La région dans laquelle veut intervenir Rome, la Lombardie, fait partie du Saint Empire Romain Germanique, et donc sous la juridiction de Frédéric II, entrainant ainsi une possibilité pour ce dernier de bloquer toute intervention papale, non pas pour un motif religieux mais ici politique. Si le souverain pontife venait à mener l’inquisition dans la région, cela impliquerait l’envoi d’hommes du pape, ce que Frédéric perçoit comme un danger pour son autorité. Ainsi, à la mort de l’empereur Romain germanique en décembre 1250, le pape se voit libéré de cette opposition et peut dès lors organiser l’inquisition comme il l’entend.
Innocent IV, après ses deux prédécesseurs qui n’ont pas réussi, parvient à organiser cette inquisition en Italie du Nord contre les cathares.

## Analyse
Innocent IV fait ici un point sur la situation après le décès de Frédéric II. Il critique alors son action, tant politique que religieuse, en le décrivant entre autres comme un antéchrist. Innocent IV dit percevoir sa mort comme un signe divin en faveur de son inquisition et plus généralement de la politique pontificale.

## Motivations
En Lombardie, il y avait d’un côté les cathares qui persistaient et de l’autre l’empereur allemand qui bloquait toute intervention, rendant la région doublement complexe pour l’action pontificale. Innocent IV après la mort de Frédéric II, empereur romain d’Allemagne, peut enfin (après que ses prédécesseurs aient échoué) intervenir contre les cathares du Nord de l’Italie. Avec l’émancipation des cathares (ces dissidents chrétiens considérés comme une secte à l’époque médiévale), les autorités locales n’étaient plus soumises à la papauté. Cette distance ne permettait plus à cette dernière de récupérer les dons versés par les croyants de la région. Ainsi, au-delà du motif religieux, c’est cette visée économique qui s’ajoute à l’intervention.
Mais il y a aussi dans cette inquisition une visée politique. En effet, les papes sont dans une dynamique d’affirmation de leur autorité tant en Italie que sur la scène européenne. Après la mort de Frédéric II, le collège des cardinaux jusque-là divisé au sujet de ces tensions se voit réuni, permettant alors à Innocent IV de réaffirmer son rôle unificateur. Les papes travaillent eux-mêmes au XIIIe siècle à renforcer leur propre légitimité (notamment par la mise en place d’élections avec les conclaves, évitant au maximum toute intervention d’autorité séculière). Et ces papes de la première moitié du XIIIe siècle d’Innocent III à Innocent IV en passant par Grégoire IX perçoivent le christianisme comme un ensemble dans lequel les souverains européens seraient les sujets du pape et donc soumis à son autorité spirituelle.
Innocent IV par sa  bulle appelle les autorités locales à collaborer avec les inquisiteurs envoyés sur place. Concernant la gouvernance de la région, une opposition est marquée entre Gibelins, c’est-à-dire les soutiens de l’empereur allemand et favorable à son autorité dans la région, et les Guelfes, favorables à la gouvernance d’autorités locales, qui sont quant à elles favorables à l’autorité pontificale.
L’intervention en Lombardie vise donc non seulement à répudier le catharisme dans la région, mais aussi à réaffirmer l’autorité et le pouvoir du souverain pontife sur la scène européenne, tout en favorisant le maintien des autorités locales favorables au pape, pour ainsi éloigner de la région toute influence de l’empereur germanique.

## Conséquences
L’inquisition a réussi, St Pierre de Véronne est canonisé pour sa mort en martyr assassiné par les cathares, mais l’action pontificale permet aussi de rendre la Lombardie fidèle au pape tout en lui assurant une population pieuse pour plusieurs siècles.